# Chriodes sulcatus
Chriodes sulcatus là một loài tò vò trong họ Ichneumonidae.